# Lissonota alpina
Lissonota alpina är en stekelart som beskrevs av Heinrich Habermehl 1926. 
Lissonota alpina ingår i släktet Lissonota och familjen brokparasitsteklar. Inga underarter finns listade i Catalogue of Life.